# Húsdrápa

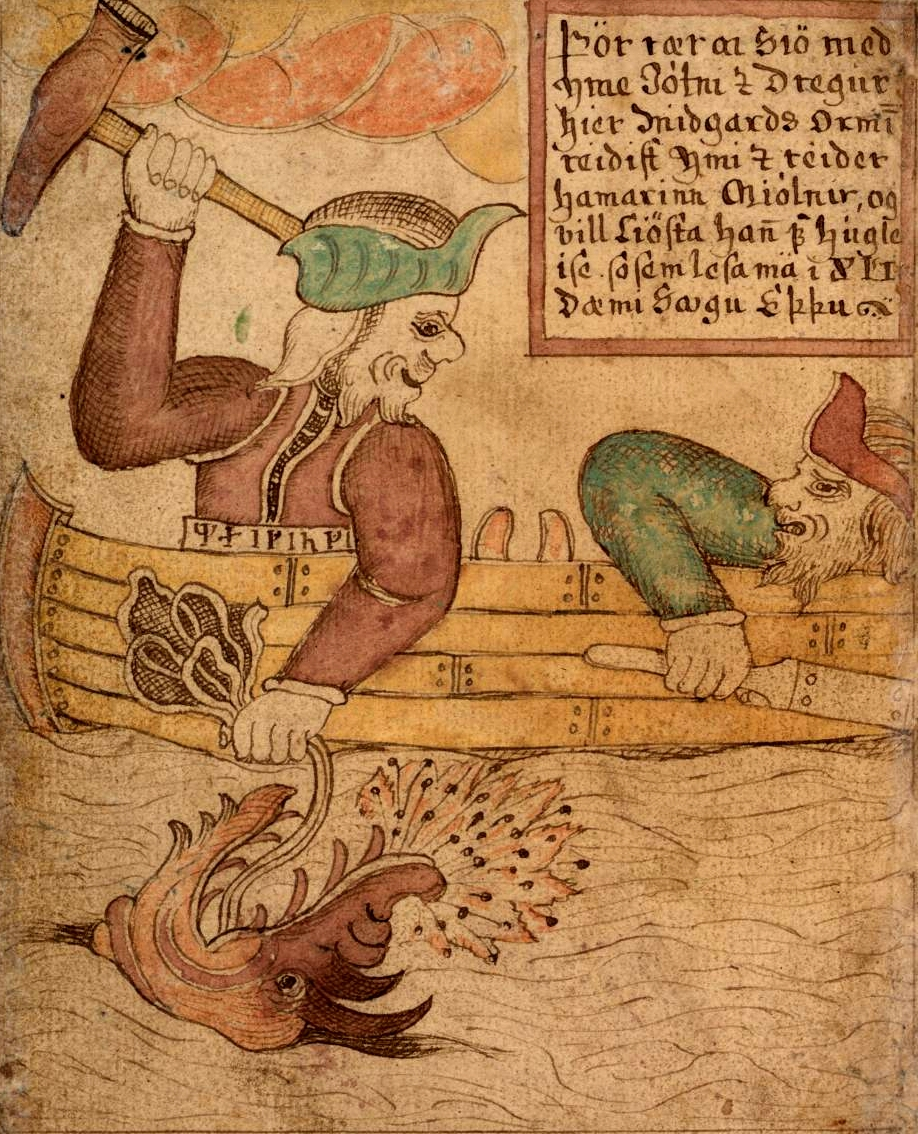
Imagen de Thor pescando a Jörmungandr en esta ilustración de un manuscrito islandés del

El Húsdrápa (en nórdico antiguo drápa de la casa) es un poema escáldico parcialmente preservado en la Edda prosaica de Snorri Sturluson, donde algunas de sus estrofas son citadas. Es atribuido al escaldo Úlfr Uggason. El poema describe escenas mitológicas talladas en paneles de cocina. En las estrofas que llegaron hasta nosotros se describen tres escenas.
- La pesca de Thor de la serpiente del Midgard
- El funeral de Baldr
- Un oscuro mito que según Snorri Sturluson trata sobre una competencia entre Loki y Heimdall por Brisingamen.

Húsdrápa es a veces comparado con Haustlöng y Ragnarsdrápa que también describen ilustraciones que representan escenas mitológicas.
El poema es mencionado en la saga Laxdæla.